# Toshiyuki Kosugi
Toshiyuki Kosugi (Tokio, 20 juni 1968) is een voormalig Japans voetballer.

## Carrière
Toshiyuki Kosugi speelde tussen 1992 en 1997 voor Nagoya Grampus Eight en Brummell Sendai.